# Johan Gabriel Oxenstierna (idrottare)

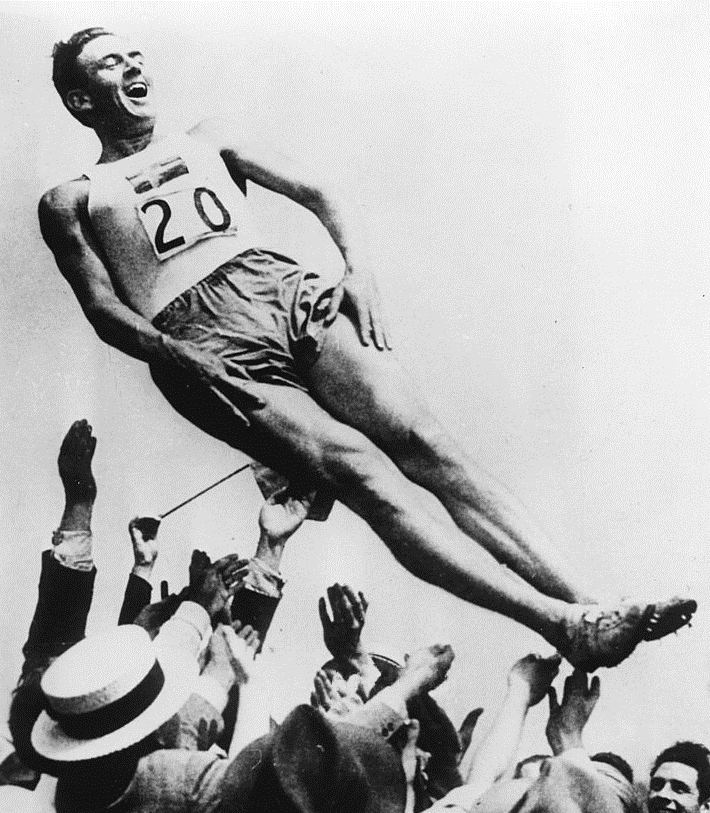
Johan Gabriel Oxenstierna 1932

Johan Gabriel Oxenstierna af Korsholm och Wasa, född 28 augusti 1899 i Stockholm, död 18 juli 1995 i Täby, var en svensk greve, militär och modern femkampare, som blev olympisk guldmedaljör vid Los Angeles 1932.
Oxenstierna var sjömilitär och Sverigebäst i marin femkamp, med segrar i Kungens kanna fyra gånger: 1927, 1928, 1930 och 1939. Omkring 1930 påbörjade han en satsning på modern femkamp, och 1932 blev han uttagen till OS, där han överraskande tog guldet. Samma år blev han också svensk mästare i modern femkamp.
I det militära nådde han kommendörs rang, och var försvarsattaché i London under andra världskriget.

## Familj
Oxenstierna var son till överste Eric Carl Gabriel Oxenstierna (1859–1913) och Siri Eleonora Carolina, född Wallenberg (1868–1929). Hans farfar var således Axel Ture Gabriel Oxenstierna, och hans morfar André Oscar Wallenberg. Han var äldre bror till konstnären Sigrid Aminoff.